# John Van Crombruggen
John Van Crombruggen (* 1946/1947) ist ein belgischer Basketballtrainer.

## Laufbahn
Van Crombruggen begann seine Trainerlaufbahn 1976 bei Racing Mechelen. Ende der 1970er/Anfang der 1980er Jahre war er Trainer von Rimelago Aarschot.
In den 1980er Jahren trainierte Van Crombruggen RAS Maccabi in Brüssel, zu Beginn der 1990er Jahre Durox BG Leuven und Castors Braine.
1983, 1984 und 1992 wurde Van Crombruggen als Belgiens Basketballtrainer des Jahres ausgezeichnet. Während der Saison 1994/95 wechselte er als Trainer zum damaligen deutschen Zweitligisten SG FT/MTV Braunschweig und blieb bis zum Saisonende.
Ende September 1996 übernahm er als Nachfolger von Peter Krüsmann das Traineramt beim deutschen Bundesligisten Brandt Hagen und blieb bis zum Ende desselben Spieljahres auf diesem Posten. In seiner Hagener Amtszeit betreute er die Mannschaft auch im Europapokal, wo Brandt am 15. Januar 1997 gegen Real Madrid verlor, was die letzte Partie in einem europäischen Wettbewerb der Vereinsgeschichte sein sollte.
In der Saison 1997/98 stand Van Crombruggen wieder in seiner belgischen Heimat an der Seitenlinie und betreute Leuven, im Januar 1998 kam es zur Trennung.
Im Frühjahr 1999 ging er nach Deutschland und nach Braunschweig zurück, er wurde vom Bundesligisten als Cheftrainer verpflichtet. Mit der Mannschaft gewann er den Ligapokal. Im Oktober 2000 trat er im Anschluss an eine 55:97-Niederlage gegen Gießen als Braunschweiger Trainer zurück, nachdem er in den Vortagen Drohanrufe erhalten hatte.
Van Crombruggen wechselte dann im Februar 2001 zu TEC Lüttich nach Belgien und trainierte den Erstligisten bis zum Ende des Spieljahres 2001/02. In der Saison 2004/05 wurde BBC Brüssel unter seiner Leitung Meister der zweiten belgischen Liga, ab 2006 betreute er mit den Gent Dragons einen weiteren belgischen Zweitligisten als Trainer.
Im Mai 2018 übernahm er das Traineramt bei der Damenmannschaft von Royal IV Brüssel in der Liga 2e Régional, nachdem er in der Saison 2017/18 die Damen von Basket Lummen zum Meistertitel in der 1 Landelijke geführt hatte. Bei Lummen war er seit 2013 im Amt.